# Camille Pissarro

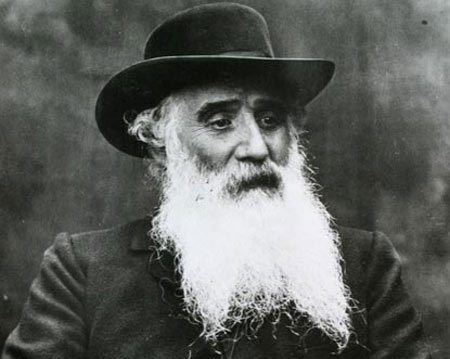
Camille Pissarro um 1900

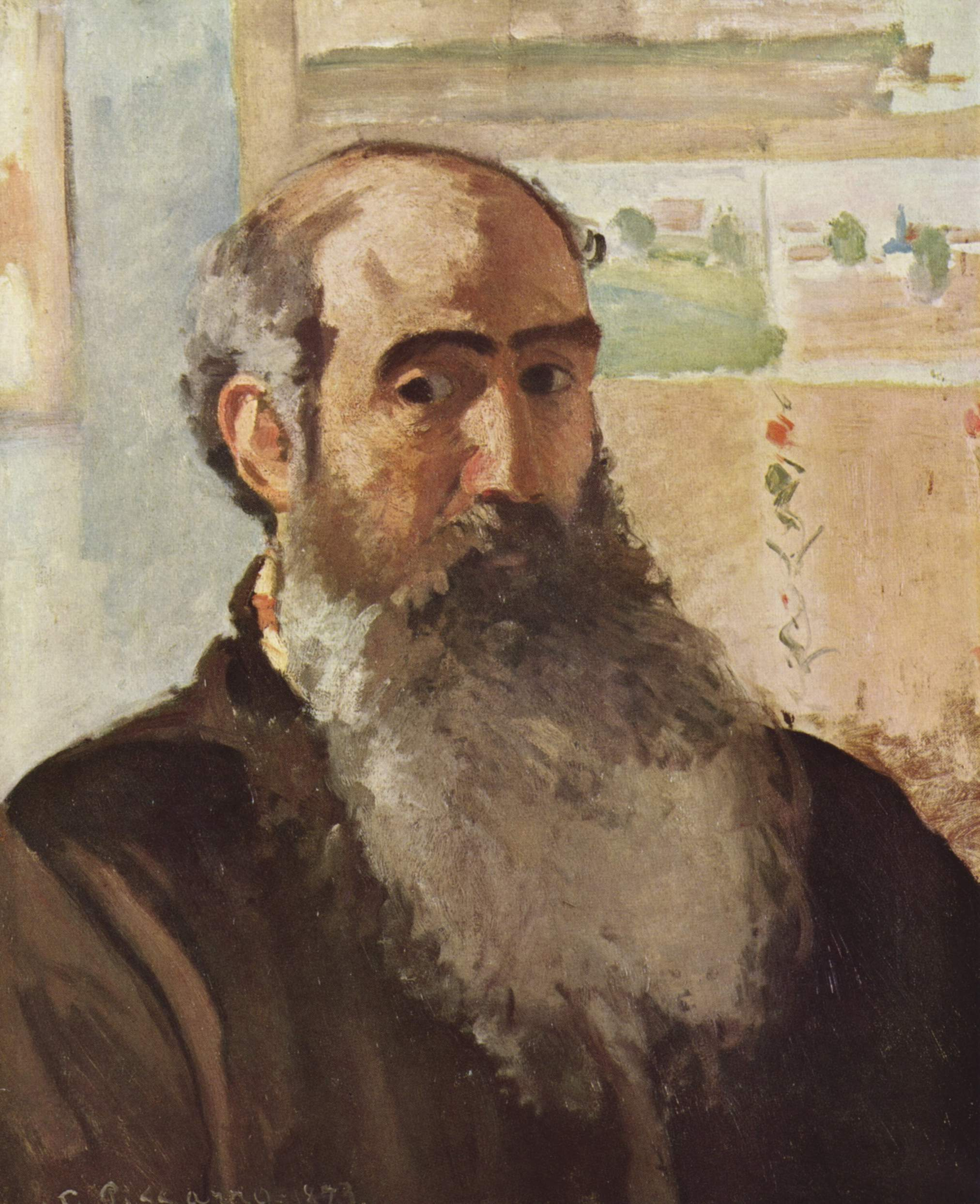
Selbstporträt, 1873 Musée d’Orsay

Jacob Abraham Camille Pissarro (* 10. Juli 1830 in Charlotte Amalie, Dänisch-Westindien heute: Amerikanische Jungferninseln; † 13. November 1903 in Paris) war einer der bedeutendsten und produktivsten französischen Maler des französischen Impressionismus. Er ist der Stammvater der Künstlerfamilie Pissarro.

## Leben

### Elternhaus, Kindheit und Jugend

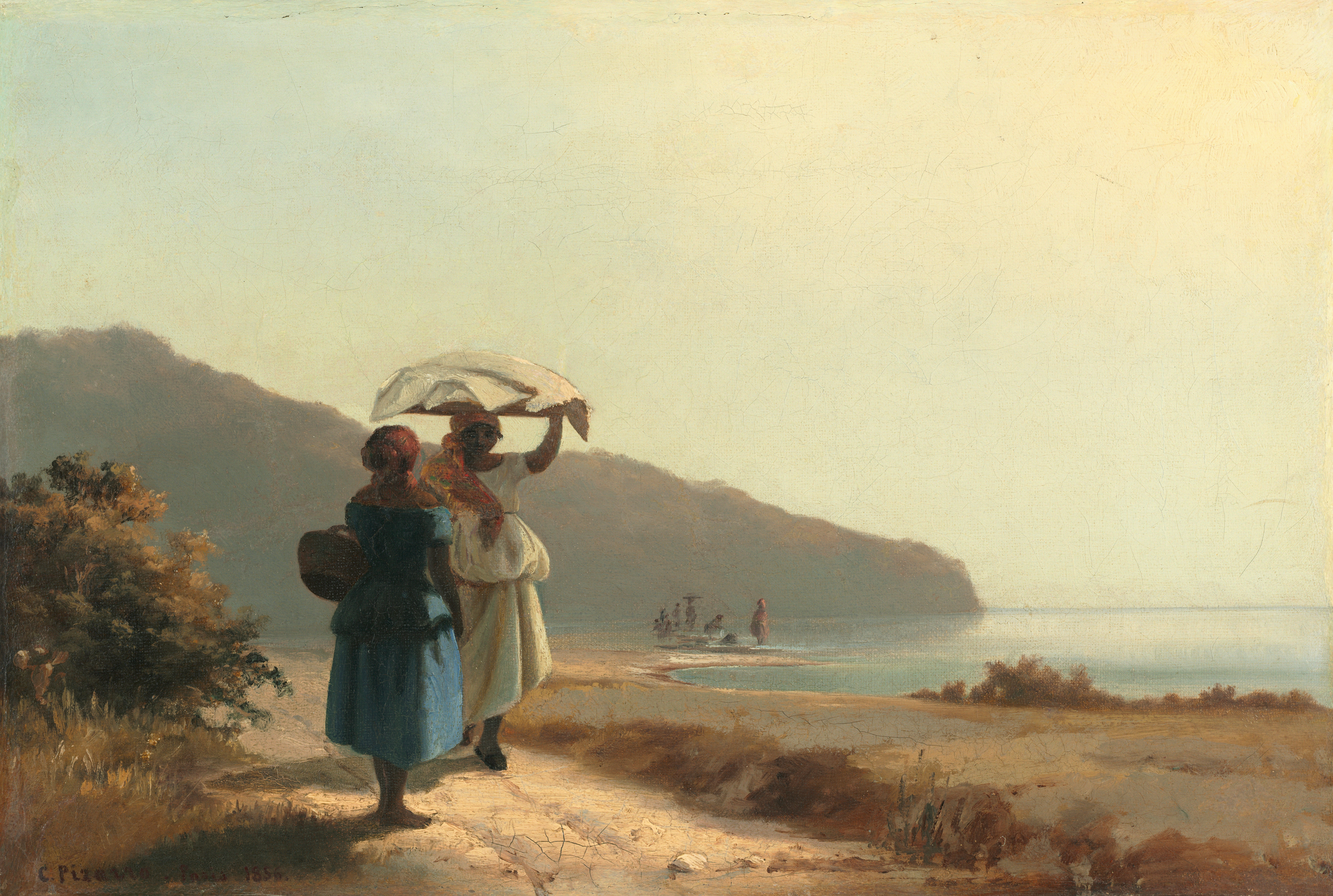
Zwei Frauen am Meer ins Gespräch vertieft, St. Thomas, 1856

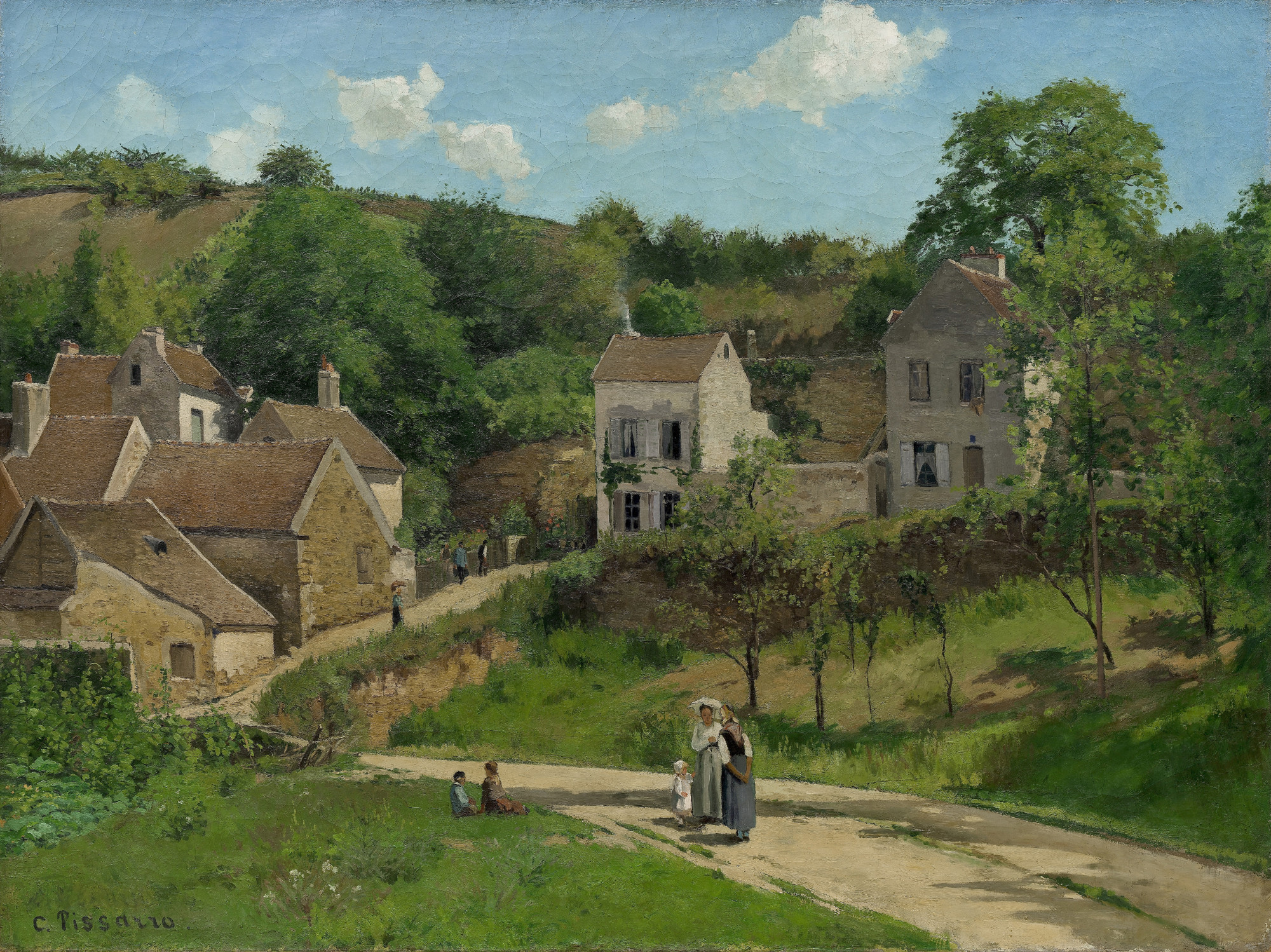
L’Hermitage à Pontoise, 1867

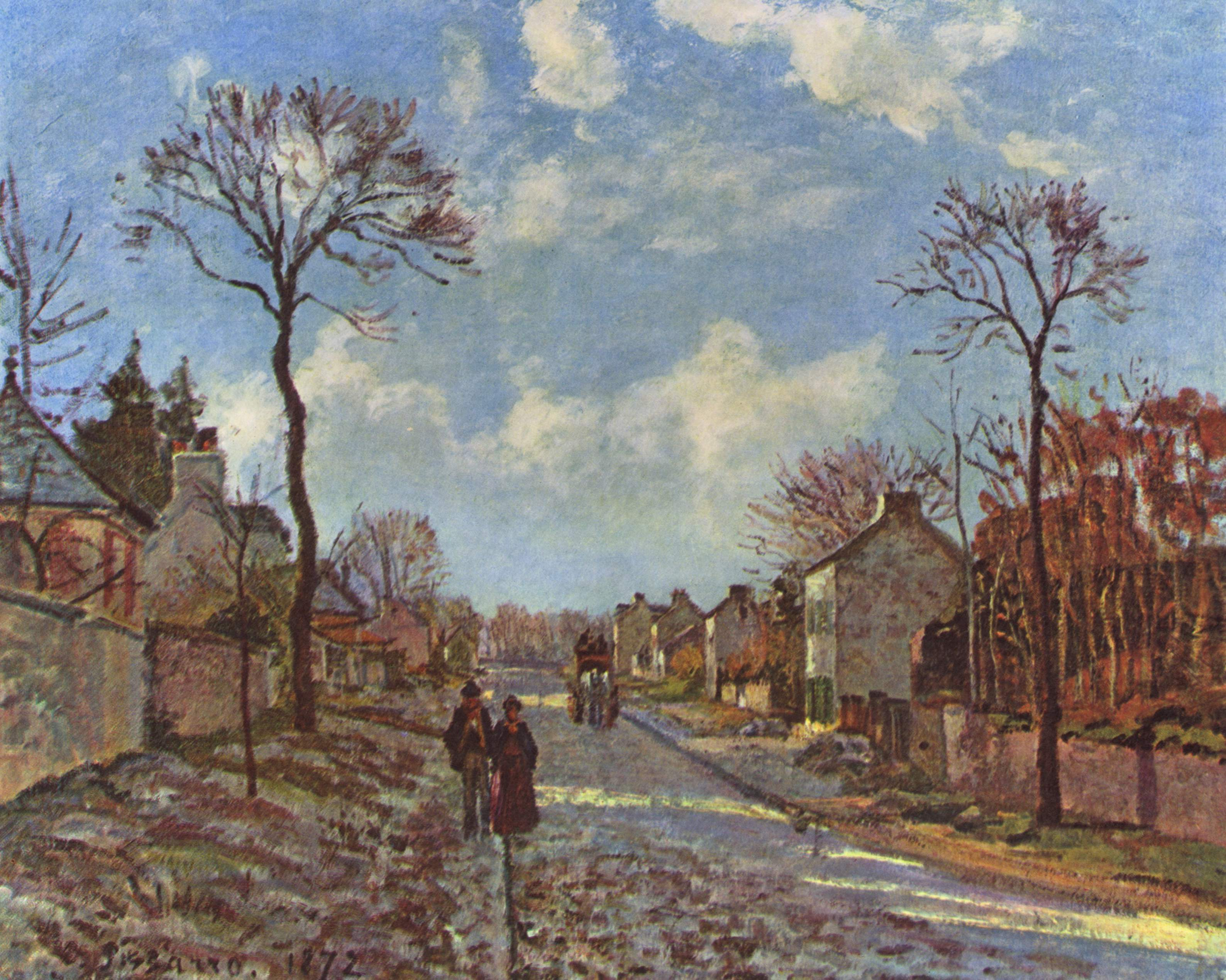
Straße von Louveciennes, 1872

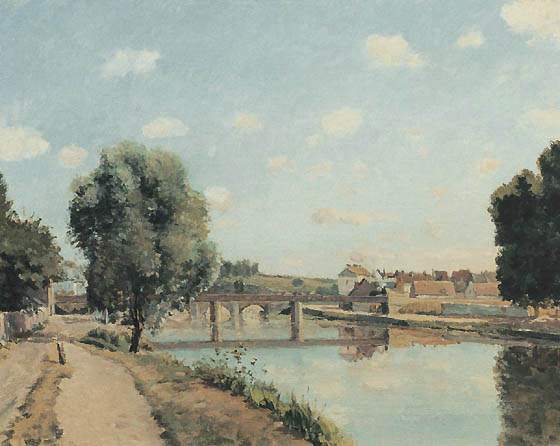
Die Eisenbahnbrücke bei Pontoise, 1873

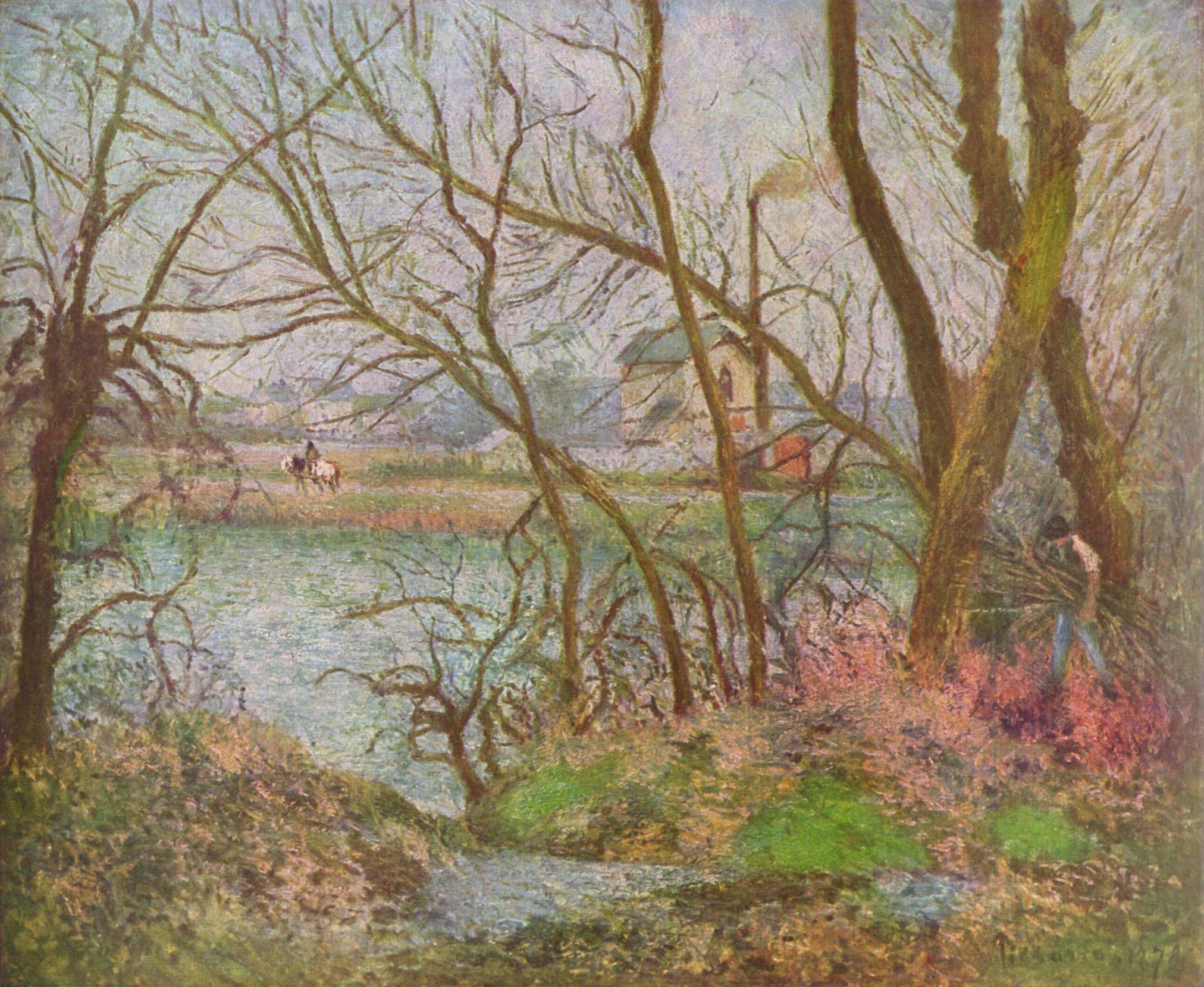
Holzfäller, 1878

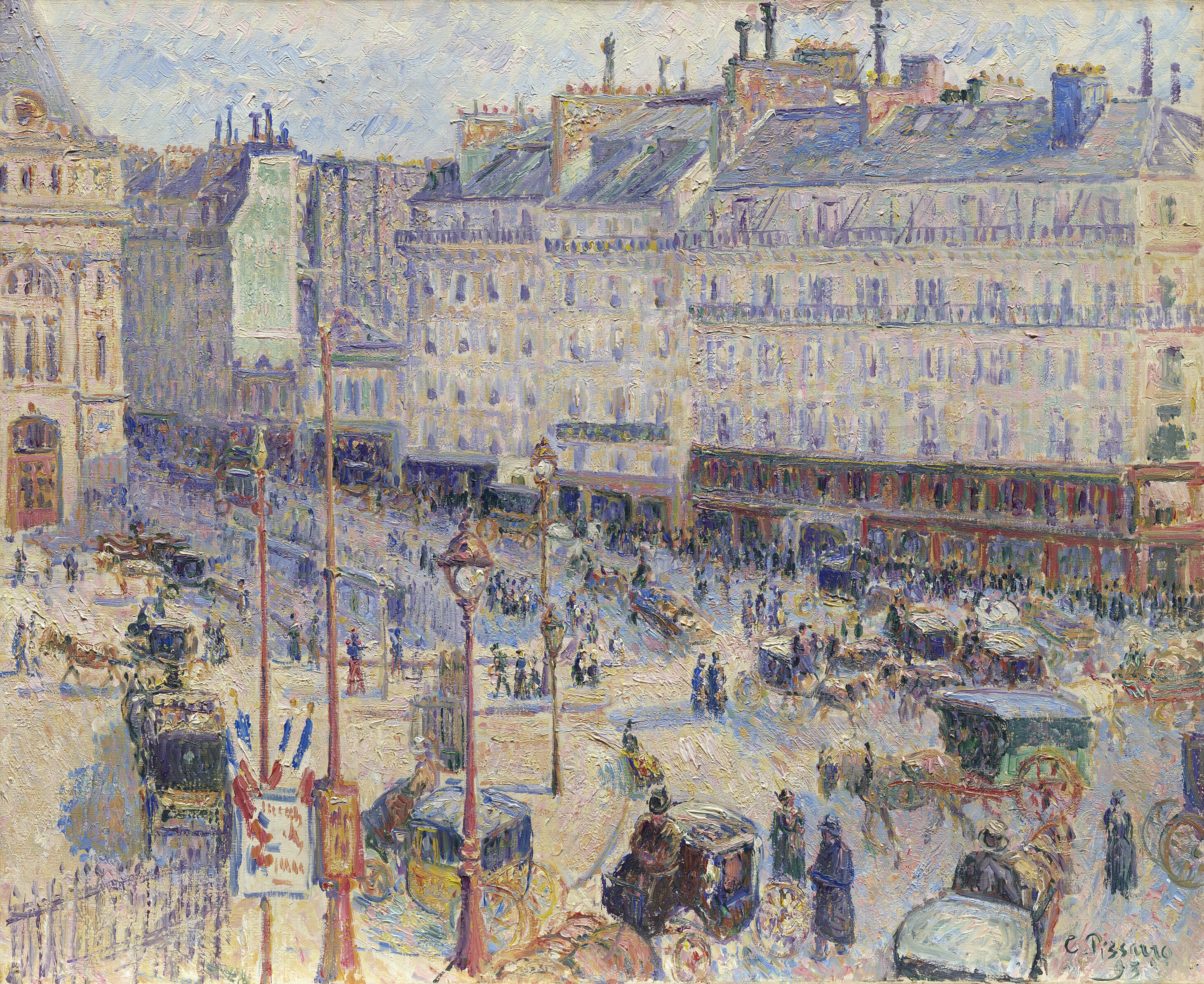
Place du Havre, 1893

Camille Pissarro Vater, Abraham (Frederic) Gabriel Pissarro stammte aus einer marranischen Familie aus Bragança in Portugal; er war als Kind mit seinen Eltern vor der Inquisition nach Bordeaux geflüchtet. Dort existierte eine große Gemeinde sefardischer Juden. Die Mutter, Rachel Manzano-Pomié, hatte spanische Vorfahren und stammte aus der Dominikanischen Republik. 1824 wanderte die Familie des Vaters nach den Antilleninseln aus. In Charlotte Amalie, der Hauptstadt von Dänisch-Westindien auf St. Thomas, gab es eine der ersten jüdischen Gemeinden der Neuen Welt, dort betrieb der Vater eine Eisenwarenhandlung.
Die Familie unterhielt weiterhin feste Verbindungen nach Bordeaux. Im Alter von zwölf Jahren schickte man Camille Pissarro in ein Internat in einem Vorort von Paris. Er zeigte bereits in diesem Alter großes Interesse am Zeichnen, und sein Zeichenlehrer Auguste Savary, gleichzeitig Rektor und Gründer seiner Schule und ein angesehener Salonmaler, bestärkte Pissarro in dieser Neigung. Pissarro füllte seine Hefte mit Zeichnungen von Palmen und Plantagen seiner Heimat.
1847 holte sein Vater ihn zurück nach Westindien, um ihn in das Geschäft der Familie einzuführen. Pissarro zog es jedoch vor, jede freie Minute am Hafen zu verbringen und zu zeichnen. Dort begegnete er dem dänischen Maler Fritz Melbye, der trotz des Altersvorsprungs von nur vier Jahren schon ein arrivierter Maler war, der mehrmals in Kopenhagen ausgestellt hatte. Melbye erkannte Pissarros Talent und ermutigte ihn. Trotz des Widerstands seines Vaters schloss sich Pissarro Melbye an, als dieser 1852 nach Venezuela weiterreiste.

### Junger Künstler
In Caracas mieteten sich Melbye und Pissarro gemeinsam ein Haus und Pissarro zeichnete das Stadtleben, den Markt und die Gebäude, die Tavernen, aber auch das ländliche Leben und die Vegetation in der Umgebung. 1854 kehrte er nach St. Thomas zurück. Schließlich gelang es ihm, seinen Vater zu überzeugen, ihn bei der Entscheidung, das Leben der Malerei zu widmen, zu unterstützen. Im September 1855 verließ er endgültig St. Thomas und reiste nach Paris. Bei der dortigen Weltausstellung konnte er nahezu 5.000 Werke der Malerei bewundern, unter anderem Bilder von Eugène Delacroix, Jean-Auguste-Dominique Ingres und Camille Corot.
Pissarro wurde Corots Schüler. Er suchte auch den Maler Anton Melbye, den Bruder von Fritz Melbye, auf. Vom Vater gedrängt, nahm er auch Unterricht bei Meistern der École des Beaux-Arts, doch deren dogmatischer Ansatz sagte ihm nicht zu. Stattdessen arbeitete er lieber im Kreise junger Kollegen, die sich in den Cafés trafen und dort über den Realismus und die Malerei im Freien debattierten. 1858 begann er, sich diese Themen anzueignen und malte in den Wäldern nördlich von Paris. Eines dieser Bilder, Landschaft bei Montmorency, wurde zum Salon von 1859 angenommen, fand dort jedoch keine große Beachtung.
1857 zogen seine Eltern zurück nach Frankreich. Pissarro wohnte wieder bei ihnen in deren Haus in Montmorency. 1859 kam Julie Vellay als Bedienstete in den elterlichen Haushalt. Camille und sie begannen ein Verhältnis, aus dem zwei uneheliche Kinder hervorgingen. 1859 begegnete Pissarro an der Académie Suisse, einer freien Malschule, Claude Monet und Paul Cézanne.

### Mittlere Jahre
Mitte der 1860er Jahre begann Pissarro, sich von seinem Lehrer Corot zu lösen und seinen eigenen Stil zu finden. 1863 zeigte er auf dem ersten Salon des Refusés Gemälde und fand bei den Kritikern lobenswerte Erwähnung. 1866 und 1868 wurden jeweils zwei seiner Bilder zum Salon zugelassen. Der junge Kritiker Émile Zola fand Gefallen an ihnen und lobte sie überschwänglich. Besonders hob er die Gewissenhaftigkeit des Künstlers Pissarro hervor, der sich nur der Wahrheit verpflichtet sehe. Diese Erfolge bei der Kritik bedeuteten mitnichten Erfolge bei Käufern und Händlern. Pissarro geriet in finanzielle Not und musste sich den Lebensunterhalt mit dem Bemalen von Markisen und Rollos verdienen.
Weniger bekannt ist die soziale und politische Seite Pissarros: In seinen Zeichnungen stellt er in realistischen, bisweilen an Daumier erinnernden Ausdrucksformen die Lebensumstände armer Menschen dar. Er bekannte sich zum Anarchismus und beschäftigte sich mit Pierre-Joseph Proudhon.
1869 und 1870 arbeitete er eng und regelmäßig mit seinen Freunden Claude Monet und Pierre-Auguste Renoir. Oft stellten sie ihre Staffeleien nebeneinander auf und malten gemeinsam die gleichen Motive, wobei jeder seinen eigenen Stil bewahrte. Im Gegensatz zu Monet bezog Pissarro Menschen und Passanten viel stärker in seine Gemälde ein: Orte, Landschaften und Straßen sind bei ihm fast immer wesentlich mitbestimmt von arbeitenden, miteinander sprechenden oder flanierenden Menschen.
Im November 1870 floh er vor dem Deutsch-Französischen Krieg nach London, nachdem er zuvor seine Familie in der Bretagne untergebracht hatte. Fast seine gesamte Bildproduktion musste er in Louveciennes bei Paris zurücklassen. In London traf er Monet wieder, der ebenfalls vor dem Krieg dorthin geflohen war. Der Kunsthändler Paul Durand-Ruel wurde auf ihn aufmerksam und kaufte ihm vier seiner Bilder ab, hatte jedoch seinerseits keinen Erfolg mit dem Weiterverkauf.
Am 14. Juni 1871 heiratete Pissarro in Croydon südlich von London seine Geliebte Julie Vellay, die inzwischen mit dem dritten Kind von ihm schwanger war. Ende dieses Monats kehrte er nach Frankreich zurück und musste erfahren, dass ein Teil seiner Bilder von deutschen und französischen Soldaten zertrampelt worden war. Sie hatten sie im Garten als Teppich ausgelegt, damit ihre Stiefel nicht schlammig würden. Pissarro arbeitete in den Folgejahren produktiver denn je. Intensiv arbeitete er mit Paul Cézanne zusammen; beide beeinflussten sich gegenseitig in ihrer künstlerischen Entwicklung stark. In finanzieller Hinsicht schöpfte er Zuversicht, als im Januar 1873 seine Gemälde auf einer Auktion hohe Preise erzielten; trotzdem hatte er danach kaum Einnahmen und war Ende desselben Jahres wieder mittellos.
1874 gehörte er zu den treibenden Kräften, die die erste  Impressionisten-Ausstellung organisierten. Das Ergebnis der Kritik war enttäuschend und Pissarros Einnahmen aus der Ausstellung betrugen nur 130 Franc. In den 1870er Jahren kämpfte Pissarro verzweifelt um Verkäufe und um den schieren Lebensunterhalt für sich selbst und seine Familie. Pissarro war ein überzeugter Verfechter des Austauschs und der Zusammenarbeit zwischen Künstlern und beteiligte sich an sämtlichen weiteren Impressionisten-Ausstellungen bis 1886.

### Späte Jahre

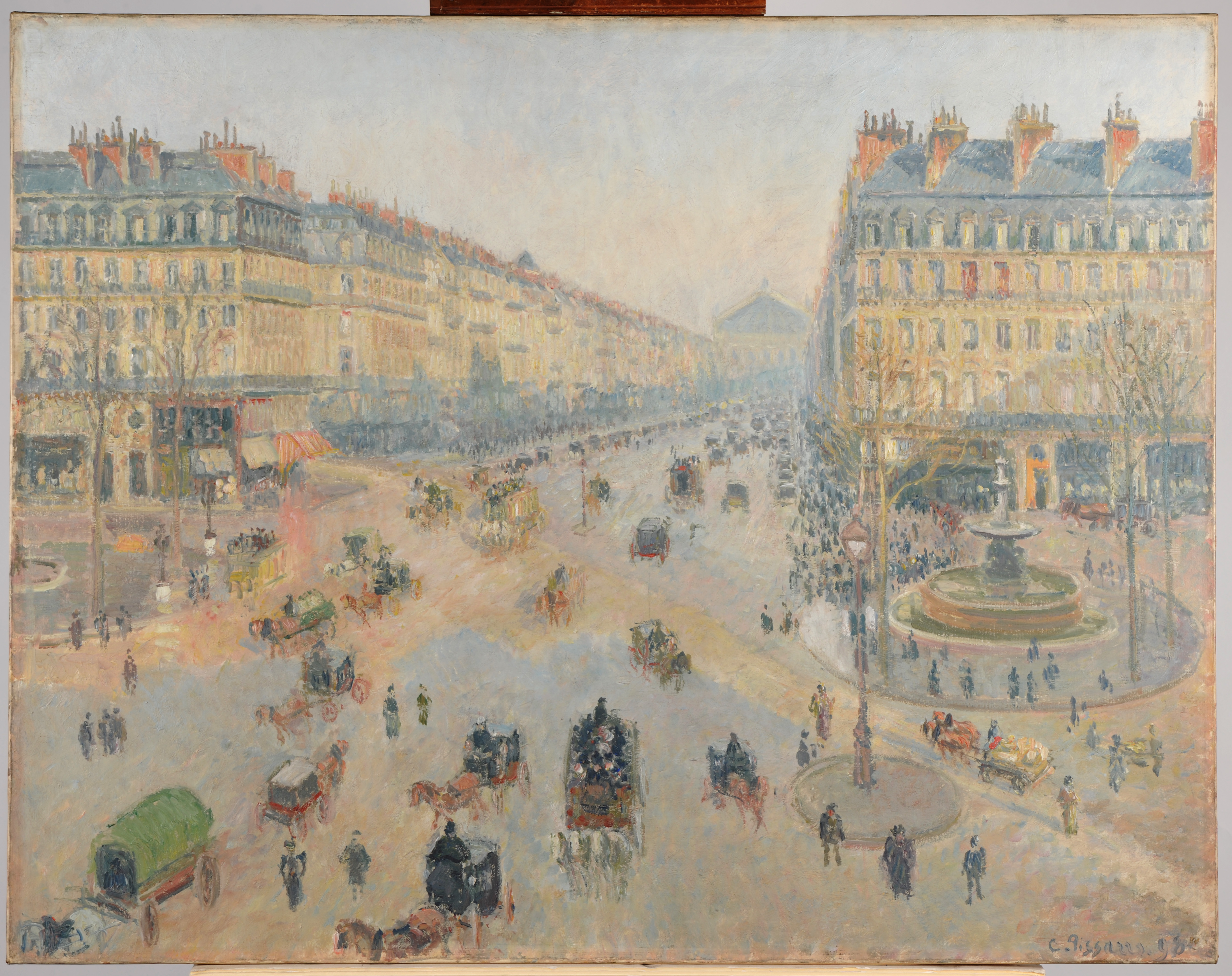
Avenue de l’Opera, 1898

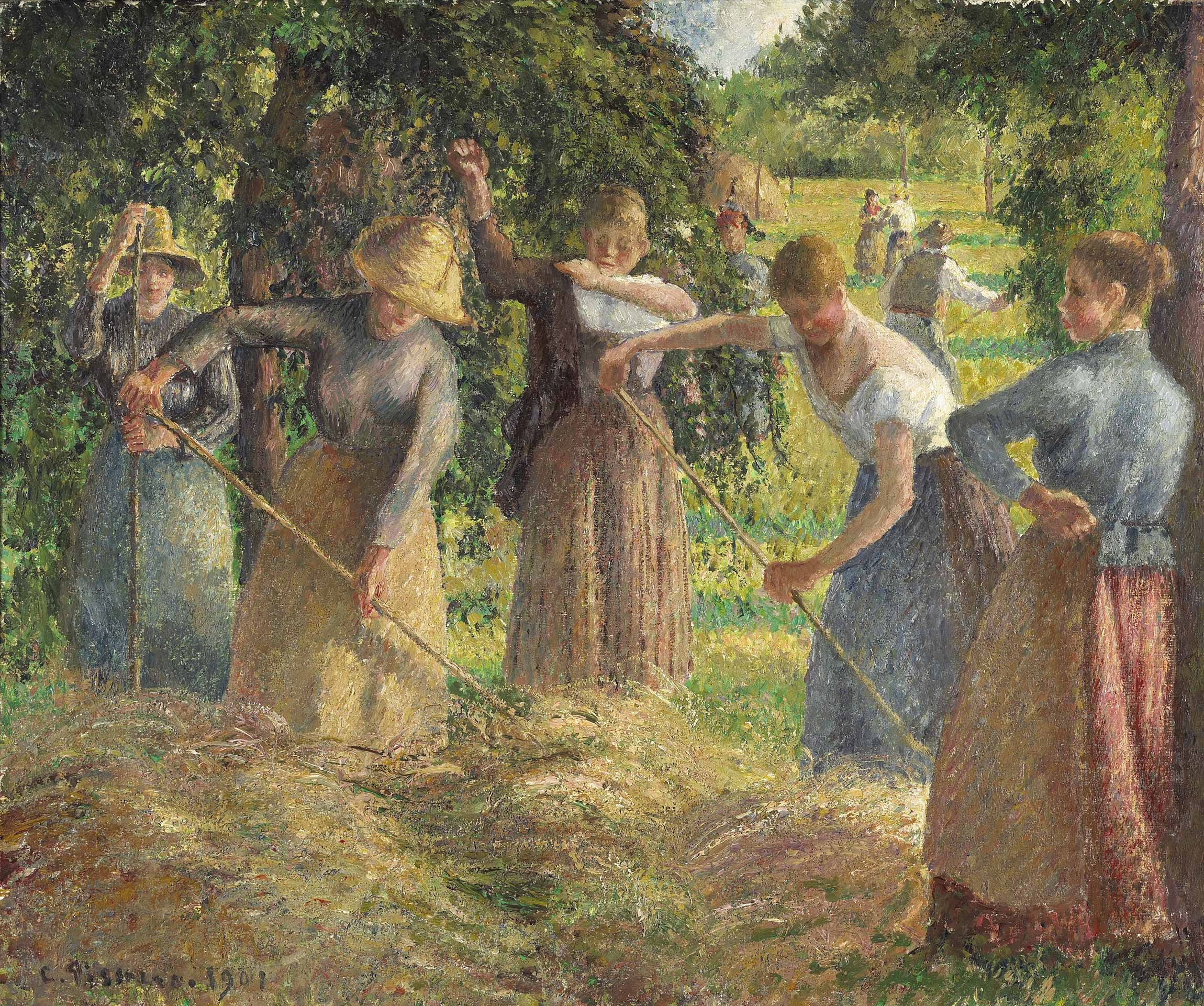
Heuernte bei Éragny, 1903

Mitte der 1880er Jahre lernte er die jungen Künstler Paul Signac und Georges Seurat kennen. Er interessierte sich für die Farbenlehre und adaptierte deren pointillistische Malweise. Er arbeitete mit reinen, unvermischten Komplementärfarben, die er in immer kürzeren Pinselstrichen einsetzte, um eine Vermischung der reinen Farben zu einer Gesamtharmonie zu erreichen. 1886 stellte er gemeinsam mit Signac, Seurat und seinem Sohn Lucien in einem separaten Raum auf der Ausstellung der „Unabhängigen“ aus. Trotz wohlwollender Kritiken blieb ihm der Durchbruch beim Käuferpublikum abermals versagt.
Mit der Zeit fühlte er sich auch eingeengt durch die Verfahrensregeln des Pointillismus. Hatte er sich noch im April 1887 in einem Brief an Signac als Adept der neuen Kunst bezeichnet, so klagte er Juli desselben Jahres, dass sie ihm zu zeitraubend sei. Um 1890 herum wendete sich Pissarro wieder „seinem“ ursprünglichen, freieren Impressionismus zu.

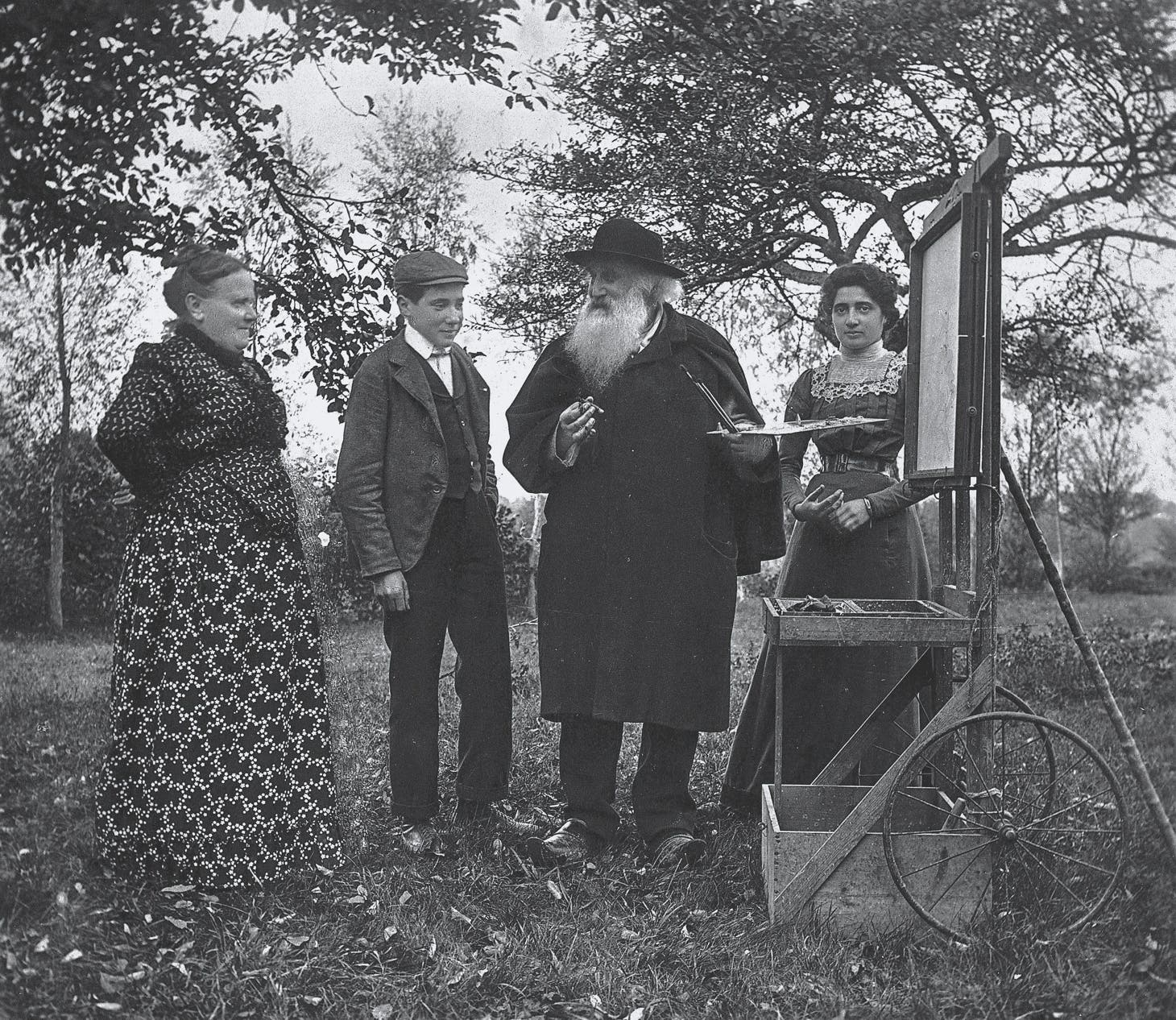
Pissarro mit Familie an seiner mobilen Staffelei, Éragny, 1901. Archives Musée Camille Pissarro

1892 gelang ihm endlich der Durchbruch, mit einer großen Retrospektive bei seinem Förderer, dem Kunsthändler Durand-Ruel. In den letzten zehn Jahren seines Lebens malte er eine Serie von Stadtbildern aus Rouen, Dieppe und Paris. Als er 1903 starb, hinterließ er eine große Zahl an Bildern. Das Familiengrab befindet sich auf dem Pariser Friedhof Père-Lachaise. Seit 1980 befindet sich in Pontoise ein Musée d’Art et d’Histoire Pissarro-Pontoise.

#### Interesse am Anarchismus
Er beschäftigte sich zudem, wie viele Neo-Impressionisten, mit den Ideen des Anarchismus. Er entwickelte persönliche Bekanntschaften mit Émile Pouget, Louise Michel und Jean Grave. Nach dem Attentat durch Caserio wurde Pissarro von der Polizei gesucht.
Er floh nach Belgien, wo er auf Élisée Reclus und Henry van de Velde traf. Pissarro hatte van de Velde 1894 in Belgien kennen gelernt. Im März 1897 schrieb er ihm einen Brief, in dem er über seine Bekehrung zum Neo-Impressionismus und über seine Abkehr von dieser malerischen Methode darlegte.
Nach seiner Rückkehr nach Frankreich veröffentlichte er in Les Temps nouveaux und engagierte sich während der Dreyfus-Affäre gegen Antisemitismus.
1889 trat er dem Debattierclub Club de l’Art Social bei und abonnierte anarchistische Zeitungen wie Le Père Peinard, Le Révolté, Le Prolétaire, Les Temps nouveaux, in denen auch Illustrationen von ihm veröffentlicht wurden. Er unterstützte die Zeitungen teils auch finanziell und half den Familien verfolgter oder inhaftierter Anarchisten. In seinem Federzeichnungszyklus Turpitudes sociales („Soziale Schandtaten“) drückte Pissarro seine Verachtung für die Ausbeutung der Arbeiter und für die Pariser Gesellschaft aus.

#### Pissarro und die Dreyfus-Affäre
Pissarros Interesse an den politischen und gesellschaftlichen Folgen der Dreyfus-Affäre war das zentrale Thema zahlreicher Briefe an seinen Sohn Lucien. Am 19. November 1898 schrieb er: „Gestern, als ich zu Durand-Ruel ging, um fünf Uhr, geriet ich auf den Boulevards mitten in eine Horde von Gymnasiasten, hinter denen Strassenjungen hinterherliefen, und die schrien: „Tod den Juden! Nieder mit Zola!“ Ich bin mitten durch die Gruppe hindurchgegangen bis zur Rue Laffitte. Sie haben mich nicht einmal für einen Juden gehalten. Von allen Seiten hagelt es Proteste gegen das Dreyfus-Urteil. Die ganze Intelligenz protestiert; und die Sozialisten veranstalten Versammlungen.“
„Ich hörte [Armand] Guillaumin sagen, es wäre besser für uns alle gewesen, wenn sie Dreyfus auf der Stelle erschossen hätten. Und er ist nicht der einzige, der so denkt“, schrieb Pissarro. „… Ich höre es überall. Nein, ich verzweifle an unseren Mitbürgern …“
Die Spaltung seines Kreises von Kollegen und zum Teil engen Freunden in der Folge der Dreyfus-Affäre traf ihn zutiefst. Vor allem quälte ihn das Zerwürfnis mit Edgar Degas, mit dem er eng befreundet gewesen war. Pissarro, Monet, Signac und Vallotton und besonders vehement der Dichter und Kritiker Émile Zola („J’Accuse…!“), unterstützten Dreyfus. Auf der gegnerischen Seite standen Degas, Cézanne, Renoir und Armand Guillaumin. Im ganzen Land brachen anti-jüdische Proteste aus und Zola wurde wegen Verleumdung angeklagt und verurteilt. Er konnte sich seiner Inhaftierung nur durch die Flucht nach England entziehen.
Im Zuge der Dreyfus-Affäre verließ Pissarro 1894 erneut Frankreich und ging nach Belgien, kehrte aber später wieder nach Paris zurück.

## Werke (Auswahl)
1939 erschien in Paris das Werkverzeichnis (Catalogue raisonné) mit der Auflistung von 1316 Ölgemälden und mehreren Hundert weiteren Werken. 2005 gab das Wildenstein Institute ein neues, umfassenderes Werkverzeichnis mit jetzt 1528 Ölgemälden heraus, das alle von 1939 enthielt und neue Entdeckungen und neue Erkenntnisse in der Genese des Künstlers hinzufügte.
- Bildnis eines Knaben, 1852/55, Kunstmuseum Ordupgaard, Kopenhagen
- Zwei Frauen am Meer ins Gespräch vertieft, St. Thomas, 1856, National Gallery of Art, Washington, D.C.
- Ein Platz in La Roche-Guyon, 1867, Nationalgalerie Berlin
- Aussicht von Louveciennes aus, 1869–1870, National Gallery, London
- Straße in Sydenham, 1871, National Gallery, London
- Der Kristallpalast, London, Art Institute of Chicago
- Porträt Paul Cézanne, 1874, National Gallery, London
- Jeanne-Rachel Pissarro, 1873–1874, Ashmolean Museum, Oxford
- Madame Pissarro nähend am Fenster, 1873–1874, Ashmolean Museum, Oxford
- Boote in Pointoise, 1876, Metropolitan Museum of Arts, New York
- Der Holzfäller, 1878, Musée d’Orsay
- Waschfrau, 1880, Metropolitan Museum of Arts, New York
- Das kleine Dienstmädchen vom Lande, 1882, National Gallery, London
- Studie eines Bauernmädchens beim Umgraben, 1882, Privatbesitz
- La Charcutière, 1883, Tate Gallery, London
- Kuhhirtin, Éragny, 1887, Privatbesitz
- Pappeln, Éragny, 1895, Metropolitan Museum of Arts, New York
- Dampfschiffe in Rouen, 1896, Metropolitan Museum of Arts, New York
- Der Boulevard Montmartre an einem Wintermorgen, 1897, Metropolitan Museum of Arts, New York
- Boulevard Montmartre bei Nacht, 1897, National Gallery, London
- Rue de l’Épicerie in Rouen, bei Sonnenlicht, 1898, Metropolitan Museum of Arts, New York
- Die Tuilerien an einem Winternachmittag, 1899, Metropolitan Museum of Arts, New York
- Der Gärtner, 1899, Staatsgalerie Stuttgart
- Der Louvre unter Schnee, 1902, National Gallery, London
- Le Quai Malaquais et l’Institut, 1903, Privatbesitz
- Le Pont de la Clef à Bruges, Belgique, 1903, Manchester Art Gallery

Für die Werke des Künstlers werden (Stand 2014) bis zu 19 Millionen Pfund Sterling bezahlt.

### Werkverzeichnis
- Joachim Pissarro, Claire Durand-Ruel Snollaerts: Pissarro : catalogue critique des peintures. (3 Bände – Band 1 ist auf Französisch, die Bände 2 und 3 sind zweisprachig Französisch-Englisch. Auf dem Titelblatt von Band 2 und 3 steht der Untertitel critical catalogue of painting. Bd. 1: Biografie. Bd. 2 und 3: Kritischer Katalog der Gemälde). Wildenstein Institute (Hrsg.) Skira, Paris 2005, ISBN 978-2-908063-14-1.

### Darstellungen
- Christoph Becker, Wolf Eiermann: Camille Pissarro. Hatje Cantz, 1999, ISBN 3-7757-0855-3.
- Bruce Bernard (Hrsg.): Die großen Impressionisten. Revolution in der Malerei. Delphin-Verlag, München 1987, ISBN 3-7735-5323-4.
- Richard R. Brettell: Pissarro and Pontoise – the painter in a landscape. Yale Univ. Press, 1990, ISBN 0-300-04336-8.
- Richard R. Brettell: Pissarro’s people. Prestel, München 2011, ISBN 3-7913-5118-4.
- Raymond Cogniat: Pissarro. Südwest-Verlag, München 1977, ISBN 3-517-00650-5.
- Gerhard Finckh (Hrsg.): Camille Pissarro. Der Vater des Impressionismus. (Ausstellungskatalog). Von der Heydt-Museum Wuppertal, 2014, ISBN 978-3-89202-091-2.
- Karen Levitov, Richard Shiff: Camille Pissarro: Impressions of City & Country. Yale Univ. Press, 2007, ISBN 0-300-12479-1.
- Christopher Lloyd: Pissarro. (Colour Library), Phaidon, ISBN 0-7148-2729-0.
- Anka Muhlstein: Camille Pissarro oder Von der Kühnheit zu malen, aus dem Französischen von Ulrich Kunzmann. Insel Verlag, Berlin 2024, ISBN 978-3-458-64419-4.
- Camille Pissarro: Briefe. Henschel, Berlin 1965.
- Joachim Pissarro: Camille Pissarro. Hirmer, München 1993, ISBN 3-7757-0855-3.
- Katharina Rothkopf: Pissarro – creating the impressionist landscape. Philip Wilson, 2007, ISBN 0-85667-630-6.
- Richard Thomson: Camille Pissarro – Impressionism, landscape and rural labour. Ausstellungskatalog. Amsterdam Books, 1990, ISBN 0-941533-90-5.
- Julius Meier-Graefe: Camille Pissarro. Cassirer, Berlin 1904 (Ausstellungsrezension); Volltext (Wikisource); über: Kunst und Künstler. Illustrierte Monatsschrift für bildende Kunst und Kunstgewerbe, Jahrgang II, S. 475–488.